# Хуснобод
Хуснобо́д (тадж. Ҳуснобод) — село у складі Хатлонської області Таджикистану. Входить до складу Мехнатободського джамоату району імені Мір Саїда Алії Хамадоні.
Назва означає гарно благоустроєний. Колишня назва — Арпатугулди, сучасна назва — з 11 грудня 2012 року.
Село знаходиться у межиріччя річок Яхсу та Чубек.
Населення — 1123 особи (2010; 1044 в 2009).